# Grosbois-lès-Tichey
Grosbois-lès-Tichey ist eine französische Gemeinde mit 69 Einwohnern (Stand: 1. Januar 2022) im Département Côte-d’Or in der Region Bourgogne-Franche-Comté (vor 2016 Bourgogne). Sie gehört zum Kanton Brazey-en-Plaine im Arrondissement Beaune. 

## Lage
Grosbois-lès-Tichey liegt etwa 42 Kilometer südsüdöstlich von Dijon. Die Gemeinde grenzt im Norden und Osten an Montagny-lès-Seurre, im Südosten und Osten an bousselange, im Südwesten und Westen an Lanthes sowie im Nordwesten an Pagny-le-Château.

## Bevölkerungsentwicklung
| Jahr                       | 1962 | 1968 | 1975 | 1982 | 1990 | 1999 | 2006 | 2011 | 2019 |
| -------------------------- | ---- | ---- | ---- | ---- | ---- | ---- | ---- | ---- | ---- |
| Einwohner                  | 68   | 57   | 46   | 47   | 50   | 42   | 57   | 77   | 73   |
| Quellen: Cassini und INSEE |      |      |      |      |      |      |      |      |      |

## Sehenswürdigkeiten

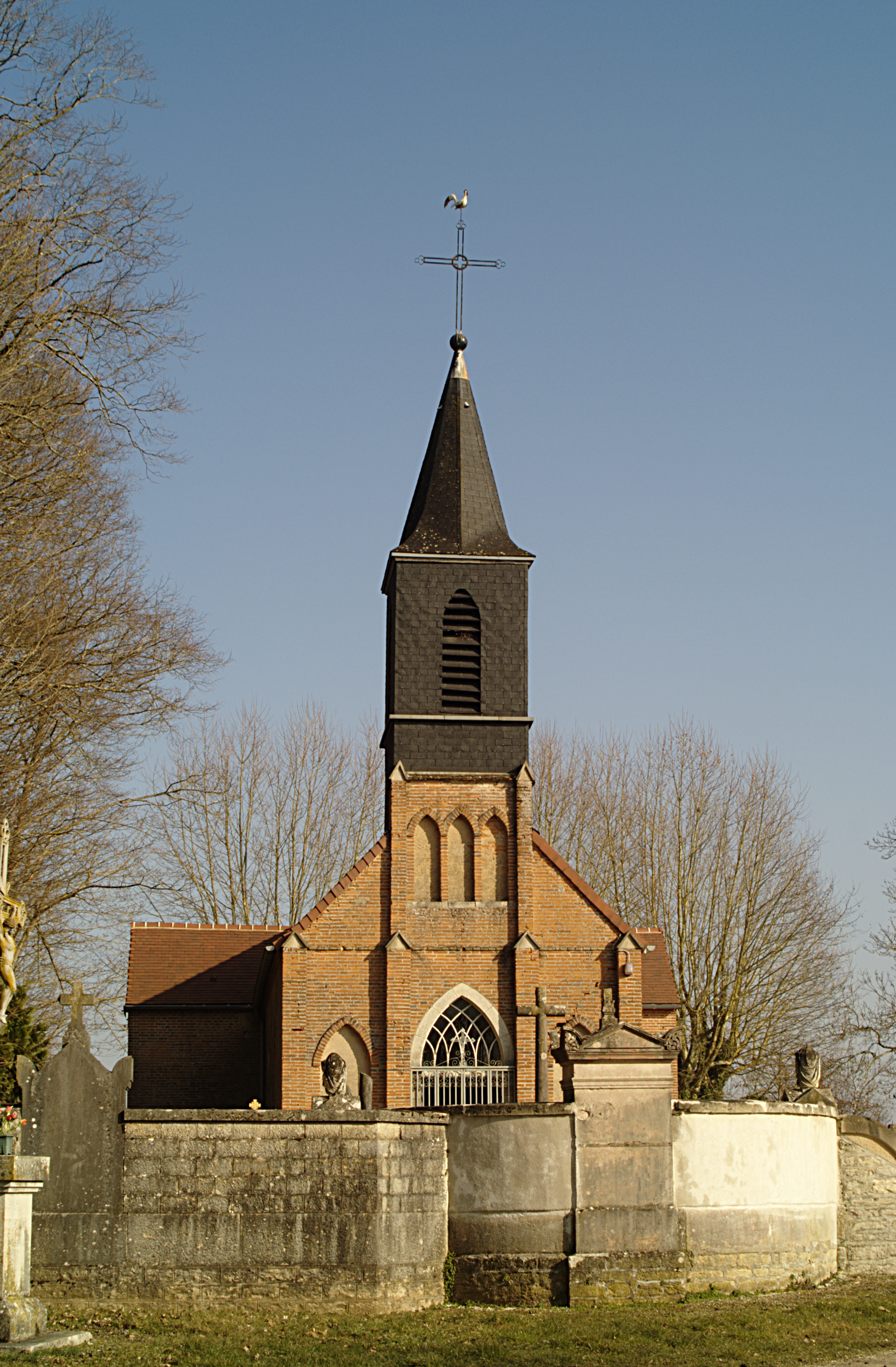
Kirche Saint-Jacques-le-Majeur

- Kirche Saint-Jacques-le-Majeur